# Valmir Aparecido Franci
Valmir Aparecido Franci (sinh ngày 16 tháng 4 năm 1990) là một cầu thủ bóng đá người Brasil.

## Sự nghiệp câu lạc bộ
Valmir Aparecido Franci đã từng chơi cho Albirex Niigata.